# Guennadi Nevelskói

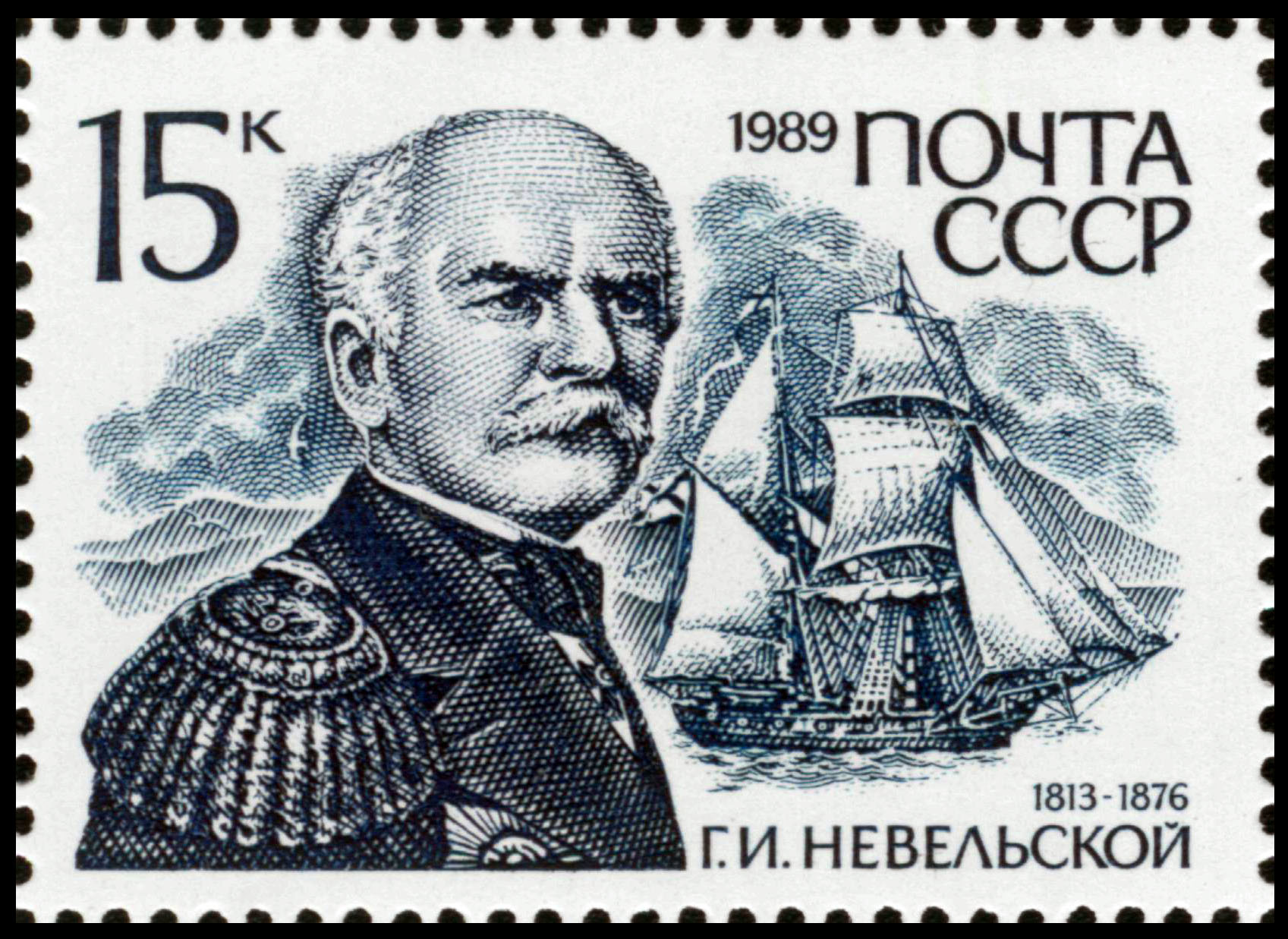
Nevelskói en un sello postal conmemorativo de 1989 de la Unión Soviética

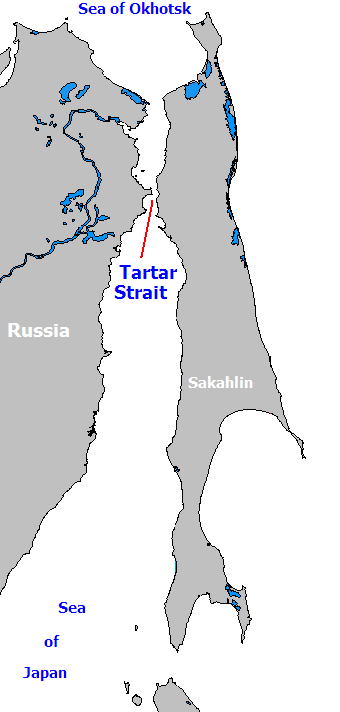
Estrecho de Nevelskoy, la sección central del estrecho de Tartaria

Guennadi Ivánovich Nevelskói (del ruso: Генна́дий Ива́нович Невельско́й) (Drákino, ahora en el Distrito de Soligálichski, óblast de Kostroma, 5 de diciembre de 1813  [antiguo estilo, 23 de noviembre] - San Petersburgo, 29 de abril de 1876  [antiguo estilo, 17 de abril]) fue un navegante y explorador ruso que logró confirmar que Sajalín era realmente una isla.
En 1848 Nevelskói encabezó la expedición al Lejano Oriente ruso, explorando el área de Sajalín y la desembocadura del río Amur. Demostró que el estrecho de Tartaria no era un golfo, si no de hecho un estrecho que conectaba al norte con el estuario del Amur, a través de una sección bastante estrecha, (la bautizada más tarde en su honor como estrecho de Nevelskói). El 13 de agosto de 1850 fundó Nikoláyevsk del Amur, el primer asentamiento ruso en la región.
No conociendo nada de los esfuerzos del navegante japonés Mamiya Rinzo, que había explorado la misma zona cuarenta años antes, los rusos tomaron el informe de Nevelskói como la primera prueba de que Sajalín era realmente una isla. Ellos renombraron el golfo de Tartaria como estrecho de Tartaria, y nombraron la sección más angosta del estrecho, la que conecta el cuerpo principal del estrecho (antes conocido como el golfo de Tartaria) con el limán del Amur (estuario del río Amur), en honor del capitán Nevelskói.